# NGC 6703
NGC 6703 é uma galáxia elíptica (E-S0) localizada na direcção da constelação de Lyra. Possui uma declinação de +45° 33' 03" e uma ascensão recta de 18 horas, 47 minutos e 18,9 segundos.
A galáxia NGC 6703 foi descoberta em 4 de Setembro de 1863 por Heinrich Louis d'Arrest.